# 보레알로펠타
보레알로펠타(Borealopelta)는 중생대 백악기 전기에 지금의 북아메리카 캐나다에서 살았던 노도사우루스과의 곡룡류이다. 속명의 뜻은 '북쪽의 방패'를 의미한다.

## 발견의 역사

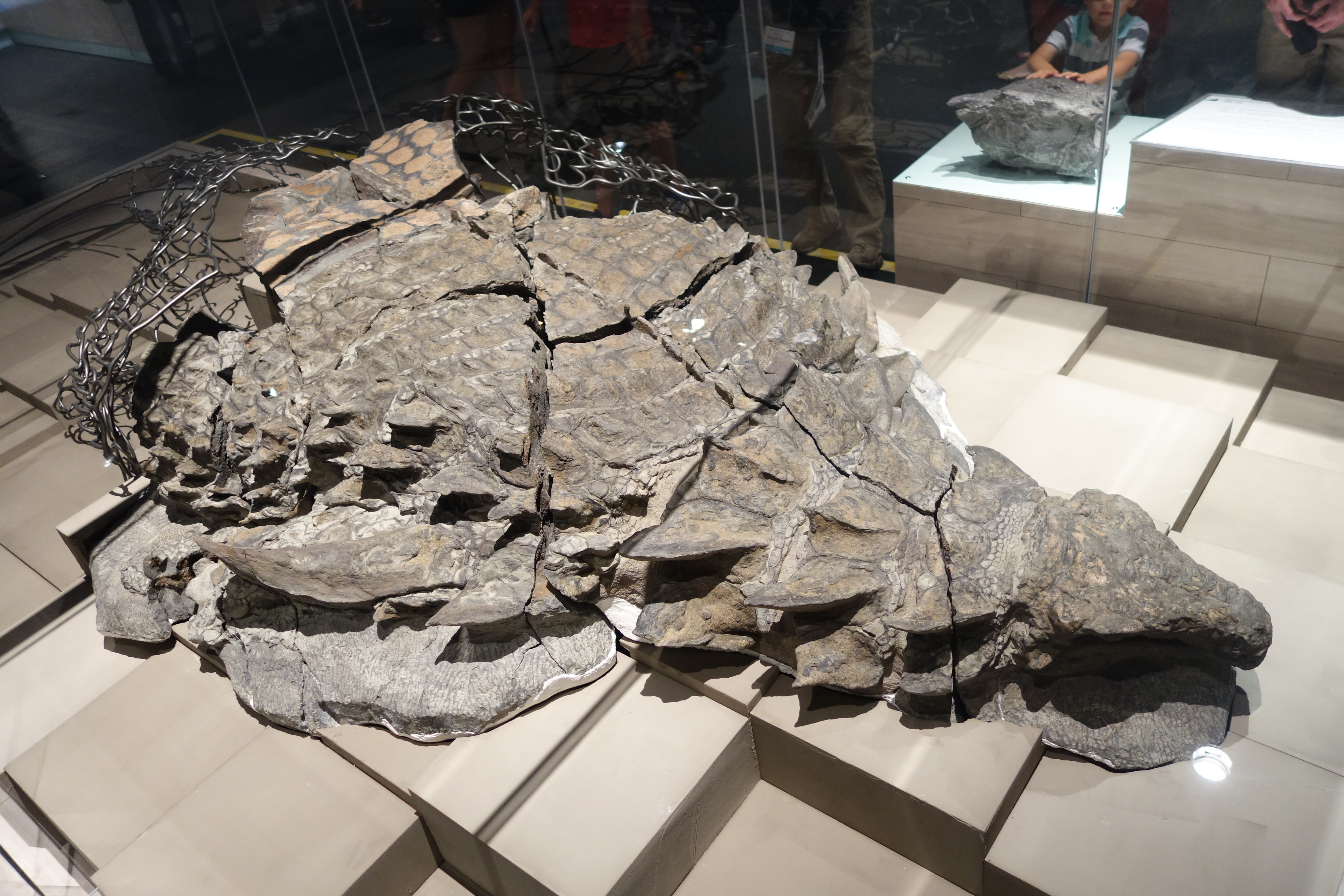
보레알로펠타의 화석

2011년, 캐나다의 앨버타 주에 위치한 오일샌드 광산에서 광부들에 의해 보레알로펠타의 갑옷과 마지막으로 먹었던 케라틴 껍질의 흔적, 붉은빛이 강한 적갈색을 띄었을 것으로 추정되는 피부, 위 내용물 등이 완벽히 보존된 상태로 발견되었다. 발견 과정에서 주변의 암석들을 떼어낸 다음 석고를 바르고 크레인으로 옮기려고 했는데, 들어올린 직후 석고를 바른 암석이 반으로 쪼개져 안에 들어있던 화석이 갈라져 조각나는 참사가 발생해, 캐나다 앨버타의 로열 타이렐(Royal Tyrrell) 박물관으로 급히 이송해 6년간의 작업 끝에 복원해냈다.
또한, 발견 당시에는 적당한 학명이 없었기 때문에 화석이 발견된 광산의 소유 회사인 선코 에너지(Suncor Energy)의 이름을 따 선코 노도사우루스류(Suncor Nodosaur)라고 불렸고, 보레알로펠타라는 학명이 붙여지기 전까지 한동안 사람들 사이에서 보레알로펠타라는 별개의 종이 아닌 노도사우루스의 또 하나의 화석 표본이라고 생각되었다.

## 식생
표본의 위 내용물을 조사한 결과 양치식물이 식단의 대부분을 차지한 것으로 나타났다. 위 내용물의 약 6%는 숯으로 이루어져 있는 것을 통해 당시 화석화가 되기 전 보레알로펠타가 산불이 나고 풀들이 다시 자라나고 있는 지역에서 먹이를 먹고 있었다고 추측된다.